# Welyka Luka (Ternopil)
Welyka Luka (ukrainisch Велика Лука; russisch Великая Лука Welikaja Luka, polnisch Łuka Wielka) ist ein Dorf in der ukrainischen Oblast Ternopil mit etwa 1200 Einwohnern (2001).

Welyka Luka vom Fluss aus gesehen

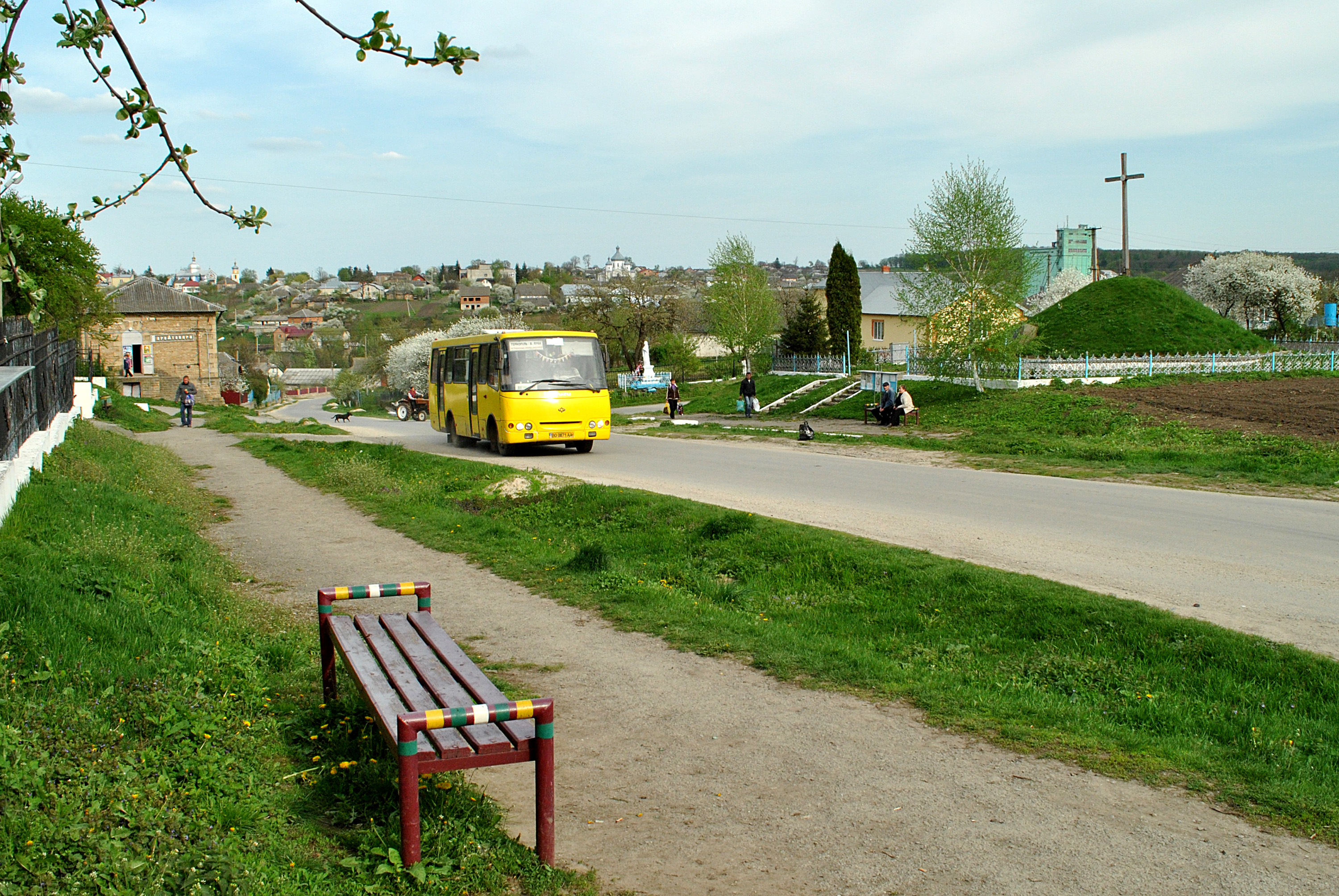
Zentrum der Ortschaft

Das 1473 erstmals schriftlich erwähnte Dorf liegt auf einer Höhe von 317 m am rechten Ufer des Seret, einem Nebenfluss des Dnister, gegenüber von Myschkowytschi und etwa 15 km südlich vom Rajon- und Oblastzentrum Ternopil.
Am 12. Juni 2020 wurde das Dorf ein Teil der Siedlungsgemeinde Welyka Beresowyzja im Rajon Ternopil, bis dahin bildete es zusammen mit dem Dorf Chatky (Хатки) die Landsratsgemeinde Welyka Luka (Великолуцька сільська рада/Welykoluzka silska rada) im Süden des Rajons Ternopil.